# Ostenau
Die Ostenau (dänisch Øster å) ist ein etwa 22 km langer, rechter bzw. nördlicher Nebenfluss der Arlau im Kreis Nordfriesland, Schleswig-Holstein.

## Name
Die ersten schriftlichen Namensbelege des Gewässers sind „na de Owe“ (1512), „Oste fl.“ (1649), „Oste aw“ (1650). Der Name des Ortes Ostenau mit der Bedeutung „östlich der Au“ (mittelniederdeutsch „osten de ouwe“) wurde auf den Fluss übertragen.

## Verlauf
Die Ostenau beginnt als Zusammenfluss einiger Gräben etwa viereinhalb Kilometer nordöstlich von Löwenstedt im Seeland-Moor an der Grenze zum Kreis Schleswig-Flensburg. Anfangs fließt sie in westlicher Richtung, um in Drelsdorf nach Süden abzuknicken. Südöstlich dieses Dorfs verläuft sie weiter in westlicher Richtung, um zwischen Bohmstedt und Almdorf in die Arlau zu münden.